# Ann Burdette Coe
Ann Burdette Coe war eine US-amerikanische Tennisspielerin im ersten Jahrzehnt des 20. Jahrhunderts.

## Erfolge
Im Jahr 1906 gewann sie mit ihrer Landsfrau Ethel Bliss Platt das Damendoppel bei den US-amerikanischen Tennismeisterschaften (heute US Open). Sie besiegten Helen Homans und Clover Boldt in zwei Sätzen mit 6:4 und 6:4.
| Personendaten    | Personendaten                    |
| ---------------- | -------------------------------- |
| NAME             | Coe, Ann Burdette                |
| KURZBESCHREIBUNG | US-amerikanische Tennisspielerin |
| GEBURTSDATUM     | 19. Jahrhundert                  |
| STERBEDATUM      | 20. Jahrhundert                  |